# Cerise au marasquin

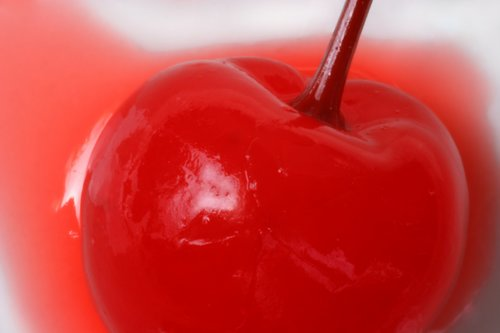
Cerise au marasquin

Une cerise au marasquin est une cerise sucrée, utilisée comme ingrédient ou comme décoration dans divers cocktails et desserts.
Pour les confectionner, on utilise des variétés de cerises de couleur claire ; principalement, la bigarreau Napoléon, la rainier, la gold. On les conserve dans du sirop.
Lorsqu’elles sont préparées de manière industrielle, elles sont blanchies par un traitement chimique à base de dioxyde de soufre et de chlorure de calcium, puis colorées, par exemple au rouge Allura AC.